# Andrusovia dybowskii
Andrusovia dybowskii is een slakkensoort uit de familie van de Hydrobiidae. De wetenschappelijke naam van de soort is voor het eerst geldig gepubliceerd in 1903 door Brusina in Westerlund.